# Cathédrale de l'Annonciation de Kharkiv
Pour les articles homonymes, voir Cathédrale de l'Annonciation et Annonciation (homonymie).
La cathédrale de l'Annonciation est une cathédrale située dans le raïon Kholodnohirsky de la ville de Kharkiv, en Ukraine. Elle est membre de l'Église orthodoxe ukrainienne - Patriarcat de Moscou.

## Origine de l'édifice
Une première cathédrale de l'Annonciation qui datait de 1655 existait à Kharkiv, en bois, avec trois dômes.

## Historique
En 1789 débute la construction d'une nouvelle cathédrale, en pierre. Elle est consacrée en 1901 et devient la cathédrale du diocèse, à la place de la Cathédrale de la Dormition de Kharkiv.
Elle est inscrite au Registre national des monuments d'Ukraine sous le numéro : 63-101-2532.

## Description
Le bâtiment est de construction néo-byzantine, ayant une tour de 80 m avec une horloge. Elle est décorée de fresques semblable à celle de la cathédrale Saint-Vladimir de Kiev. Entre 1836 et 1838, des autels latéraux lui sont adjoints et consacré à Barbe d'Héliopolis et Jean le Soldat. 

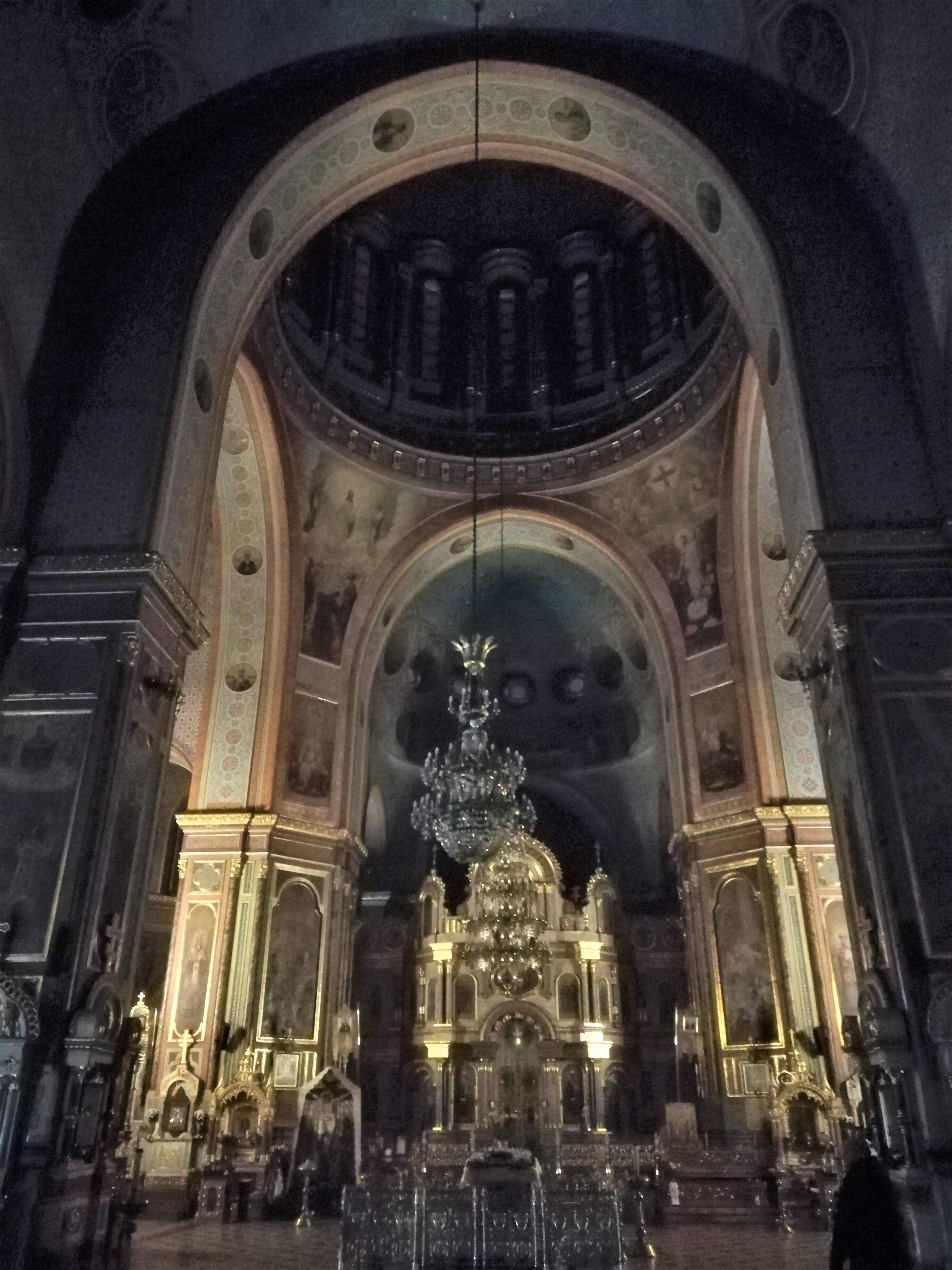
Intérieur.
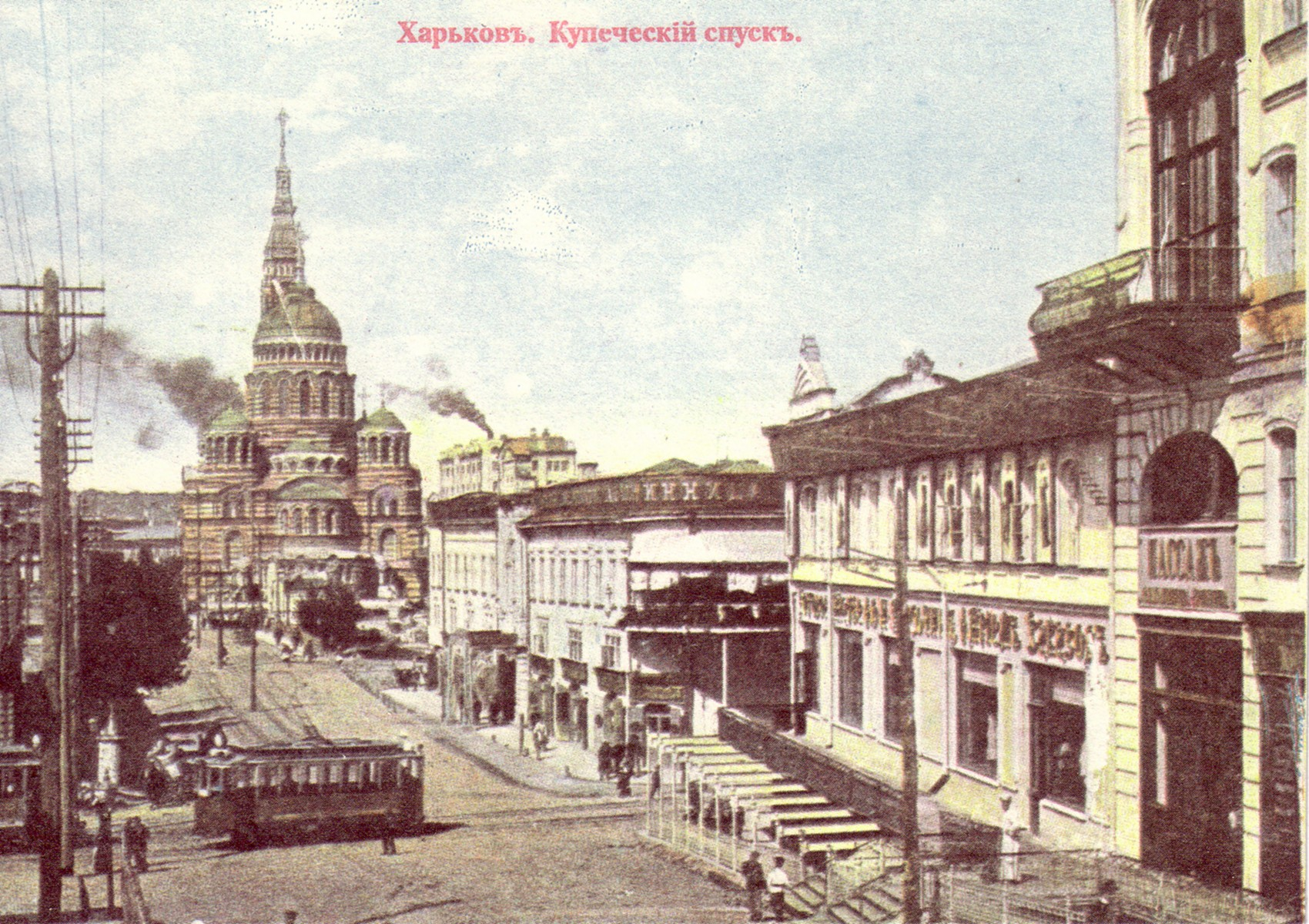
vers 1910.

## Sépulture célèbre
La cathédrale accueille le corps de Athanase III de Constantinople, de l'évêque Meletius (Leontovich).